# Viedma
Viedma és la capital i la quarta ciutat més gran de la província de Río Negro, al nord de la Patagònia, Argentina. La ciutat té 59.993 habitants (2022), i està situada al marge sud del riu Negro, a uns 30 quilòmetres de la costa atlàntica, i 960 km de la ciutat de Buenos Aires per la Ruta Nacional 3 .

## Història

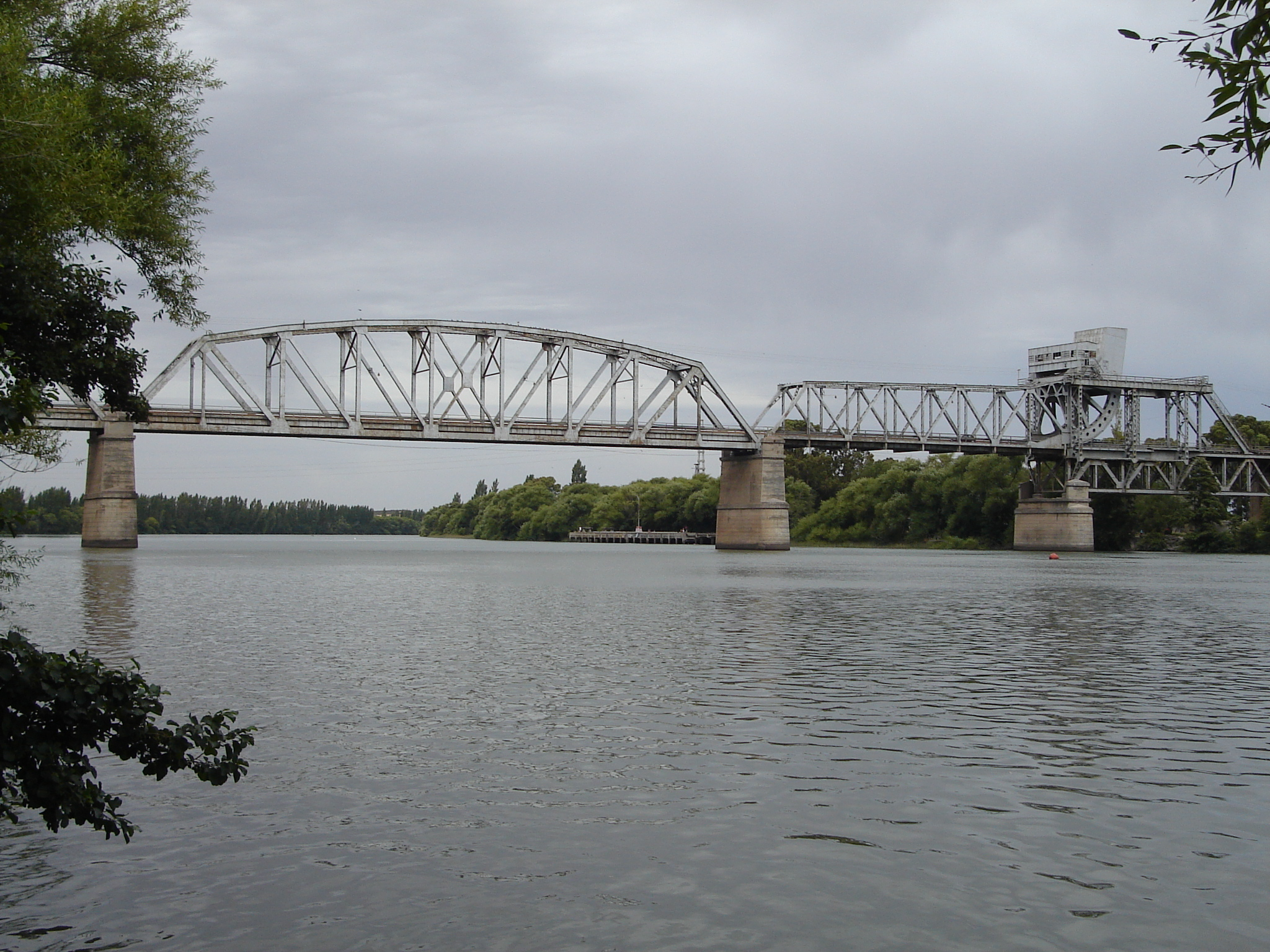
Pont sobre el riu Negro que uneix les ciutats bessones.

Juntament amb la ciutat de Carmen de Patagones a l'altra banda del riu a la província de Buenos Aires, Viedma és l'assentament europeu més antic de la Patagònia, fundat per Francisco de Viedma y Narváez amb el nom de Nuestra Señora del Carmen el 22 d'abril de 1779. Originalment les dues ciutats eren una, anomenada Carmen de Patagones. El fort original es va construir al costat sud del riu a l'actual Viedma, però va ser destruït en pocs mesos. Es va construir un nou fort al costat nord, a l'actual Carmen de Patagones. Aquest fort va durar molt més, i la torre encara es manté en peu avui. La ciutat va créixer i finalment es va expandir a través del riu fins a l'actual Viedma. L'11 d'octubre de 1878, la ciutat es va dividir, amb el Riu Negro com a frontera.
Amb la Conquesta del Desert, la ciutat es va convertir en la capital de tota la Patagònia argentina i més tard, quan aquesta es va dividir encara més en territoris més petits, la capital del Territori del Río Negro. El 1880, Alvaro Barros, el primer governador de Río Negro, va canviar el nom de la ciutat pel de Viedma. Durant les greus inundacions de 1889, la capital de Río Negro va ser traslladada temporalment a Choele Choel, però ràpidament va ser restaurada a Viedma.
L'any 1986, durant la presidència de Raúl Alfonsín, es va proposar traslladar la capital federal de Buenos Aires a Viedma. Això va ser per reduir la congestió a Buenos Aires, per ajudar a desenvolupar la Patagònia i promoure el desenvolupament de l'interior. Un projecte de llei en aquest sentit va ser aprovat pel Congrés l'any següent, però a causa de problemes econòmics, el projecte s'havia estancat al final de l'administració d'Alfonsín el 1989